# TransPerfect
A TransPerfect Translations é uma empresa de tradução, E-Discovery e serviços linguísticos com sede na cidade de Nova York . A empresa atende clientes em muitos campos, como cinema, jogos, jurídico e saúde. Desde 2012   , TransPerfect é "o maior provedor privado de serviços linguísticos, com escritórios em mais de 100 cidades em todo o mundo" e mais de 6.000 funcionários.

## História
Os fundadores da TransPerfect, Elizabeth Elting e Phil Shawe, se conheceram em um dormitório da New York University (NYU) e fundaram a empresa em 1992. Sem financiamento externo, a TransPerfect passou de uma operação baseada em dormitório para duas pessoas em uma das 125 maiores empresas privadas na área de Nova York.
Em 1998, a empresa começou a se expandir mundialmente. Em 1999, a TransPerfect estabeleceu uma divisão de tecnologia, lançando a Translations.com com vários milhões de dólares em investimentos externos para atender à demanda por software e traduções de websites. Em 2004, eles compraram seus investidores e fundiram a TransPerfect e a Translations.com. nm
A empresa cresceu usando principalmente serviços de tradução ao vivo de pessoas multilíngues em todo o mundo. Em 2003, a TransPerfect adquiriu o Wordfast, que foi inicialmente desenvolvido como um software de memória de tradução independente de plataforma. Embora a TransPerfect usasse o produto Wordfast sob licença, permaneceu como uma entidade totalmente separada que é operada pelo fundador do software Yves Champollion.
Como suas receitas cresceram para quase $ 65 milhões em 2005, a empresa continuou fazendo aquisições importantes. A TransPerfect adquiriu a Crimson Language Services, uma empresa de tradução médica com sede em Boston e outras indústrias altamente regulamentadas.
Somando-se ao seu negócio, a TransPerfect em 2012 adquiriu a Digital Reef e entrou no negócio de descoberta eletrônica .
Em 2013, a empresa adquiriu o Vasont Systems, um sistema de gerenciamento de conteúdo de componentes que ajuda as empresas a publicar documentação técnica multilíngue, manuais de produtos e outras informações comerciais.
De 2015-2018, a TransPerfect esteve envolvida em uma disputa legal entre seus fundadores. Fechou 2016 com vendas de US $ 546 milhões, e suas vendas no ano de 2017 totalizaram US $ 614,8 milhões. Dois meses após a conclusão do processo de três anos que terminou com Shawe se tornando o único proprietário, a empresa registrou sua receita do mês de maior sucesso em junho de 2018, em US $ 62 milhões. Ele registrou $ 337 milhões no primeiro semestre de 2018, o que foi quase 20% a mais que em 2017.
Em 2019, a empresa fez aquisições de empresas de localização de mídia nas áreas de jogos e serviços de streaming, e abriu uma nova instalação de 900 lugares no Arizona. Em dezembro, Shawe assinou um contrato de seis anos com o Nashville Music City Bowl para os direitos do nome do jogo de futebol universitário.

## Atividades jurídicas

### Disputa de fundadores
Após uma aparente dificuldade de comunicação entre si, Elting considerou suas opções em relação aos 50% de sua participação na empresa. Entre as questões com as quais ela estava preocupada estava o valor de sua participação de 50%. Elting buscou alívio do sistema legal. Shawe viu isso como uma tentativa de Elting de usar os tribunais para ajudá-la a negociar uma política de saída. Em 2014, Elting tentou destituir Shawe do cargo de diretor da TransPerfect Translations International, Inc. (TPI). Elting buscou uma liminar impedindo Shawe de realizar qualquer atividade administrativa relacionada à TransPerfect e buscou a dissolução da TransPerfect, alegando que Shawe havia se envolvido em "comportamento errático e abusivo". O juiz da Suprema Corte do Estado de Nova York, Melvin Schweitzer, rejeitou o caso, sugerindo que os dois precisavam resolver o assunto em particular e não buscar reparação em um tribunal.

### Venda Forçada
O processo foi então levado à Chancelaria de Delaware, onde Elting emitiu novamente sua reclamação, e Shawe alegou que Elting havia violado seus deveres fiduciários ao não avançar com certas oportunidades de negócios, como arrendamentos, aquisições e desviar fundos para seu próprio uso pessoal . Em agosto de 2015, o Chanceler do Tribunal da Chancelaria de Delaware, Andre Bouchard, decidiu fazer um terceiro vender as ações da empresa em um leilão público.
O ex-prefeito de Nova York Rudolph Giuliani se intrometeu e sugeriu que a decisão do tribunal em Delaware prejudicaria o status de Delaware como um estado de incorporação empresarial popular. O juiz Schweitzer de NY também comentou publicamente sobre o caso em Delaware, dizendo: "Fiquei meio chocado com o quão extremo foi o resultado. . . A empresa ainda está indo muito bem e achei que havia medidas que deveriam ter sido tomadas antes de solicitar uma venda. Isso é o que eu teria feito se ainda tivesse o caso. "
O argumento contra o Chanceler tem sido a aplicação incorreta da Lei Geral das Sociedades de Delaware, cláusula 226 que autoriza a venda de uma empresa quando ela enfrenta inadimplência financeira e outras questões catastróficas. Aqui, porque a empresa só tem se mostrado cada vez melhor a cada ano, mesmo neste período de ação. Os réus argumentaram que a empresa não sofreu e que a única solução é a nomeação de um conselheiro que desempate para ajudar a encaminhar as questões. Após a decisão de Bouchard, Shawe apelou da decisão e a alegação oral foi realizada em 18 de janeiro de 2017.
Para o recurso, o professor Alan Dershowitz defendeu Shirley Shawe, dona de 1% da empresa. Dershowitz argumentou que a decisão do chanceler Bouchard foi equivalente a uma tomada constitucional ilegal. O presidente do tribunal de Delaware, Leo Strine, argumentou a Dershowitz que ele não tinha o direito de trazer isso à tona, uma vez que não era o caso inicial, e os dois discutiram sobre a lei. O recurso confirmou a decisão de Bouchard. Shawe e Dershowitz então sugeriram que farão uma petição à Suprema Corte dos Estados Unidos para certiorari . Em março de 2017, Shirley Shawe anunciou que tentaria romper o impasse corporativo fabricado para encerrar o caso legal e impedir a venda imposta pelo tribunal, e traçou um plano para votar sua única ação com 50% da Elting, dando o controle da Elting para indicar cinco membros do conselho com mandatos escalonados, tornando matematicamente improvável que ocorra um impasse. A equipe de Elting rejeitou a oferta, informando que já havia um pedido de venda em vigor. Em 2 de junho de 2017, o Chanceler de Delaware ouviu o caso da proposta de Shirley Shawe de conceder os votos de 1% dela à Elting para ceder o controle, e simultaneamente ouviu a moção de Elting para sancionar a Sra. Shawe por tentar resolver o caso sem a venda ao público. Bouchard parecia inseguro com a quantidade de mídia que este caso reuniu, e afirmou que o caso deveria ser resolvido fora do tribunal. Durante a audiência, ele desafiou Elting perguntando por que ela não aceitaria o controle da empresa como ela afirmou que queria durante o caso inicial e o recurso, e seu advogado interveio e afirmou que ela não administraria uma empresa onde Philip Shawe detinha 49%.
O juiz Bouchard optou por ordenar a mediação enquanto ainda buscava a ordem de venda pública., e declarou que havia nomeado o ex-chanceler Bill Chandler para mediar, e não se pronunciaria sobre nenhuma das moções por pelo menos 30 dias.
Depois que a rodada final de licitações para a empresa em 10 de novembro passou, no final da noite de 14 de novembro de 2017, o senador do estado de Delaware Colin Bonini escreveu um e-mail para o chanceler Andre Bouchard pedindo permissão para supervisionar a revisão das propostas. Bonini citou questões de "conflitos que fariam o processo de leilão parecer 'fraudado ou inválido'", lidando com o Credit Suisse, o banco de investimento responsável pelo leilão da TransPerfect, e o escritório de advocacia Skadden Arps, e um dos licitantes que estava supostamente interligado com ambos. Bouchard notificou as partes que ele não tomaria nenhuma medida em relação à carta, mas a colocou em registro público; vários meios de comunicação relataram a carta e as alegações.
Com mais de dois anos de litígios e questões jurídicas sobre se um tribunal pode ordenar o leilão de uma empresa privada bem-sucedida que não está em perigo ou falência, o custodiante nomeado pelo tribunal, Robert Pincus, um sócio da Skadden Arps, anunciou em um e-mail de 20 de novembro de 2017 para os funcionários da empresa, informando que Philip Shawe foi o licitante vencedor do leilão público e que estava em negociações finais para encerrar o assunto.

### Disputas de cobrança
Desde então, a empresa tem afirmado que Pincus continuou a apresentar projetos de lei mais de um ano após o término de seu cargo em 2018, e os advogados da empresa estão buscando que os projetos de lei sejam discriminados e explicados, o que Bouchard negou continuamente.
Em 10 de julho de 2019, uma última questão da TransPerfect foi levantada perante o tribunal da Chancelaria. Elting processou mais uma vez por contas legais que ela alegou serem devidas a ela pela empresa de acordo com sua cláusula de indenização, enquanto a empresa manteve que pagou o que era devido e que essas despesas estavam fora do acordo.
Outro conjunto de disputas legais decorrentes de questões relacionadas ao caso de pedido de venda prolongado em Delaware, TransPerfect e Shawe alegaram que Skadden Arps estava cobrando excessivamente por trabalhos que não explicaria, e o Chanceler concedeu os pedidos de honorários do escritório de advocacia sem Transperfect ter um oportunidade de revê-lo. O chanceler Bouchard ficou do lado do escritório de advocacia e continuou a permitir que ele enviasse faturas para trabalhos não especificados. Shawe alegou que as faturas fossem discriminadas e tornadas públicas, mas o chanceler concordou com Skadden que exigir que um escritório de advocacia revelasse o que estava cobrando em um fórum público poderia prejudicar a capacidade das empresas registradas em Delaware de proteger seus interesses. O Chanceler concordou e determinou que as faturas permanecessem ocultas, mas os advogados da Shawe e da TransPerfect poderiam visualizar detalhes limitados e, em seguida, dentro de um determinado prazo, enviar disputas aos itens com os quais ela tem problemas. Como resultado, Skadden Arps incluiu em seu faturamento à TransPerfect, encargos para defender seus interesses contra os pedidos de Shawe para ver faturas detalhadas.

### Formulários de grupos de funcionários para proteger a empresa
Incluída neste caso, está uma campanha empreendida por um grupo que se autodenomina Citizens for a Pro-Business Delaware para fazer lobby junto ao legislativo para mudar as regras da chancelaria sobre a venda forçada de uma empresa privada de bom desempenho. O grupo reivindica mais de 1200 membros. "Citizens" construiu um site, veiculou comerciais de televisão, aceitou anúncios em outdoors e jornais, fez petições a líderes eleitos e deu entrevistas coletivas para divulgar a questão de sua preocupação com os empregos que podem ser perdidos e o impacto que esta decisão teria sobre a capacidade de Delaware de continuar atraindo novas empresas para se constituir no estado.

### Questões jurídicas controversas
Houve acusações de ações antiéticas pelo escritório de advocacia de Elting, Kramer Levin Naftalis & Frankel, que foi sancionado pelo Tribunal da Chancelaria por "instruir repetidamente uma testemunha a não responder a perguntas.
Um processo por difamação foi movido por Shirley Shawe contra Kramer Levin, alegando que seu advogado principal no caso "ultrapassou os limites" ao fazer declarações falsas em conexão com o caso de venda em Delaware que "tinham a intenção de prejudicar os negócios e a reputação pessoal de Shawe", enquanto conversando com um repórter sobre o caso. Citando a mesma entrevista, o advogado Philip Kaufman também foi acusado de se contradizer ao argumentar perante o tribunal de apelação sobre o que alegou ao repórter. A Sra. Shawe publicou uma série de anúncios de TV destacando os diversos conjuntos de comentários feitos por Kaufman e o vídeo foi postado no YouTube.